# Fool's Gold (2008)
Fool's Gold is een Amerikaanse romantische avonturenfilm uit 2008, geregisseerd door Andy Tennant. Stuntman Kyle Gardiner werd hiervoor genomineerd voor een Taurus Award, voor een scène waarin hij vanaf een varende motorboot 2,5 meter omhoog springt, een hoed vangt en weer in de boot landt. Hoofdrolspeelster Kate Hudson werd daarentegen genomineerd voor de Razzie Award voor 'slechtste actrice'.

## Verhaal
Tess (Kate Hudson) en Benjamin 'Ben' Finnegan (Matthew McConaughey) vormen een getrouwd stel, maar zijn al een tijd uit elkaar en met name zij kan niet wachten tot de echtscheiding definitief is. Hij is er namelijk zelden voor haar en komt nooit zijn afspraken na, voornamelijk omdat hij geobsedeerd is door schatzoeken en daar altijd mee bezig is. Ben is alleen weinig succesvol in zijn speurtochten. Omdat hij geen rooie cent heeft, heeft hij duizenden dollars geleend van misdadiger Bigg Bunny (Kevin Hart). Deze probeert Ben om het leven te brengen wanneer hij met lege handen terugkomt, waardoor hij ook te laat is op zijn afspraak voor de scheiding bij de notaris.
Wanneer de scheiding definitief is, wil Tess het verleden achter zich laten en uitvaren met miljonair Nigel Honeycutt (Donald Sutherland), op wiens boot ze werkt. Tot haar frustratie wil deze nog even aangemeerd blijven aan de stad waarin Ben rondloopt, totdat zijn dochter Gemma Honeycutt (Alexis Dziena) is ingevlogen met een helikopter.
Ben overleeft de aanslag op zijn leven, waarbij Bigg Bunny's assistenten Cordell (Malcolm-Jamal Warner) en Curtis (Brian Hooks) hem hebben proberen te verdrinken. Hoewel zijn eerdere duiktocht hem niets direct opleverde, vond hij wel een aanwijzing waarvan hij verwacht dat deze hem naar een buit van honderden miljoenen dollars kan brengen. Op zoek naar financiers voor een nieuwe expeditie, belandt hij gewond op de boot van Honeycutt, nadat hij de hoed van diens dochter voor haar heeft gered. Hier komt Tess tot haar gruwel achter wanneer ze een diner komt serveren. Wanneer echter duidelijk is wat Ben heeft gevonden, gaan zowel zij als Honeycutt ermee akkoord samen te gaan zoeken naar de schat die Ben op het spoor lijkt. Er blijken niettemin meerdere kapers op de kust.

## Rolverdeling
| Acteur               | Personage           |
| -------------------- | ------------------- |
| Matthew McConaughey  | Ben 'Finn' Finnegan |
| Kate Hudson          | Tess Finnegan       |
| Donald Sutherland    | Nigel Honeycutt     |
| Alexis Dziena        | Gemma Honeycutt     |
| Ray Winstone         | Moe Fitch           |
| Kevin Hart           | Bigg Bunny          |
| Ewen Bremner         | Alfonz              |
| Brian Hooks          | Curtis              |
| Malcolm-Jamal Warner | Cordell             |
| Roger Sciberras      | Andras              |

## Achtergrond

### Filmlocaties
Deze film is opgenomen in Queensland, Australië.

## Nominaties
- 2008 Golden Trailer Award
 Genomineerd: Best Romance Poster

Keep the Change (1992) · Desperate Choices: To Save My Child (1992) · The Amy Fisher Story (1993) · It Takes Two (1995) · Fools Rush In (1997) · Ever After (1998) · Anna and the King (1999) · Sweet Home Alabama (2002) · Hitch (2005) · Fool's Gold (2008) · The Bounty Hunter (2010) · Wild Oats (2016) · The Secret: Dare to Dream (2020) · Unit 234 (2024)